# Мадонна с Младенцем, святым Иаковом Младшим, Иоанном Крестителем и ангелами
«Мадонна с Младенцем, святым Иаковом Младшим, Иоанном Крестителем и ангелами» — картина итальянского художника эпохи раннего Возрождения Биччи ди Лоренцо из собрания Государственного Эрмитажа.
На картине изображена сидящая Мадонна с Младенцем на коленях, вокруг её головы на золотом фоне два ангела с радужными крыльями держат богато орнаментированный балдахин. В руке Мадонна держит птичку, символизирующую спасение души, к птичке протянул руку Младенец. На золотом нимбе Мадонны надпись AVE MARIA GRATIA (Радуйся, Мария Благодатная. — Лк. 1: 28). На нимбе Младенца орнамент, имитирующий надпись. У ног Мадонны слева стоит святой Иаков Младший со своими атрибутами — книгой и посохом, на нимбе написано его имя SCS JACOPVS A P. Справа от Мадонны стоит Иоанн Креститель, его правая рука поднята в жесте, символизирующем Крещение, в левой руке он держит свиток с надписью ECCE AGNVS (Се агнец. — Ин. 1: 29, 36), на нимбе написано его имя SCS IOVANVS BA. Все вместе они стоят на ковре, на котором продолжается орнамент балдахина.
Основа картины состоит из двух вертикально ориентированных досок. Верх картины закруглён, сама она заключена в современную ей резную раму в виде готической арки; в пинакле рамы изображён Бог Отец, по бокам витые спиралевидные колонны, в основании рамы три медальона с изображением страдающего Христа (слева), скорбящей Девы Марии (в центре) и скорбящего Иоанна Крестителя (справа). По центру картины проходит сквозная вертикальная трещина.
Картина написана около 1430 года. Ранняя её история не установлена, в первой половине XX века она принадлежала С. М. Майкапару, после его смерти в 1938 году оставалась в семье и в 1941 году через посредство Ленинградской государственной закупочной комиссии была приобретена для Эрмитажа. Выставляется в здании Большого (Старого) Эрмитажа в зале 207.
При поступлении в Эрмитаж картина значилась работой неизвестного умбрийского художника XIV века. Определена как работа Биччи ди Лоренцо М. И. Щербачёвой и в эрмитажных каталогах начиная с 1958 года публикуется под его именем.
Многие произведения этого художника созданы по одной схеме, а его стиль мало менялся на протяжении его жизни. Также часто повторяется и орнамент ткани, на основании аналогичных работ из разных музеев картина датируется второй четвертью XV века, а в Эрмитаже придерживаются даже более точной датировки — около 1430 года.

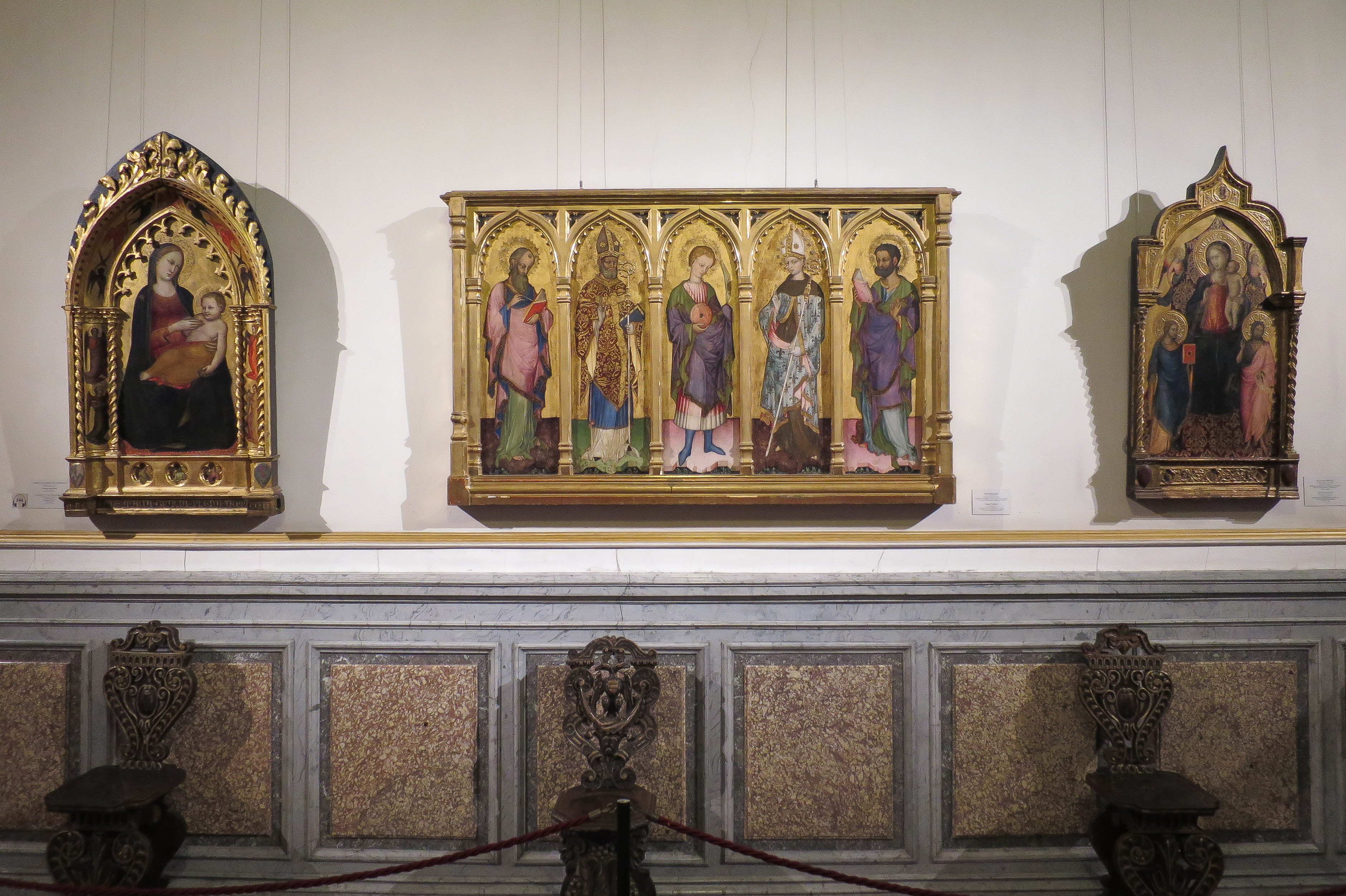
Картина в зале 207 Большого Эрмитажа (Зал итальянских примитивов)

Близка к эрмитажной картине работа Биччи ди Лоренцо «Мадонна с Младенцем и святыми Матфеем и Франциском» из музея Изабеллы Стюарт Гарднер  — она сохранилась гораздо хуже, однако построение фигур, орнамент ковра и общее оформление оригинальной рамы с медальонами значительно совпадают с эрмитажной работой. Фигура Иоанна Крестителя, подобная эрмитажной, с единым типом лица и причёски, нимба, жеста, трактовки свитка в руках святого и одежды вплоть до полного повторения складок, встречается во множестве других произведений Биччи ди Лоренцо, например в створке с Иоанном Крестителем и св. Матфеем из Метрополитен-музея или из полиптиха в церкви Санта-Кроче в Греве-ин-Кьянти под Флоренцией.